# Гарольд Вільсон
Га́рольд Ві́льсон (англ. Harold Wilson; 11 березня 1916 — 24 травня 1995) — прем'єр-міністр Великої Британії.
Гарольд Вільсон мав довічний (не успадкований) титул барона Ріво, англ. Baron Wilson of Rievaulx, був кавалером орденів Підв'язки та Британської імперії; , політиком-лейбористом, лідером партії з 1963 року, прем'єр-міністром Великої Британії (1964–1970 та 1974–1976). Він вважається одним з найвидатніших британських державних діячів XX століття. Під його керівництвом лейбористи виграли загальні вибори 4 рази. Вільсон пішов у відставку несподівано, на піку популярності, можливо за станом здоров'я.

## Біографія
Закінчив Оксфордський університет (Коледж Ісуса, 1937). З цього ж року викладав в альма-матер: спочатку у Новому коледжі, а потім (1938–1945) в Університетському коледжі.
З початком Другої світової війни спробував записатись добровольцем до чинної армії, але був направлений працювати статистиком та економістом у вугільній промисловості. У 1943-44 роках керував відділом економіки та статистики у міністерстві палива та енергетики; за свою діяльність був нагороджений Орденом Британської імперії.
На виборах 1945 року був обраний до палати громад від округу Ormskirk (з 1950 до 1983 обирався від округу Huyton). З 1947 року обіймав посаду міністра торгівлі у кабінеті Клемента Аттлі. У квітні 1951 року Вільсон залишив уряд разом із Еньюріном Бівеном та Джоном Фріменом після того, як лейбористський уряд збільшив витрати на оборону через Корейську війну у збиток безплатній охороні здоров'я.
До середини 50-их Вільсон вважався у партії представником лівого крила, але потім долучився до Г'ю Гейтскелла, представника правого крила партії. У 1955-61 роках Вільсон був канцлером скарбниці у тіньовому кабінеті, у 1961-63 — тіньовим міністром закордонних справ. 18 січня 1963 року Гейтскелл помер, і новим лідером партії було обрано Вільсона. З постом лідера партії Вільсон також отримав пост лідера опозиції.
На парламентських виборах у жовтні 1964 року лейбористи під керівництвом Вільсона здобули на 59 місць більше, ніж на попередніх виборах, але мали тільки 317 мандатів у 630-місній Палаті громад. Це змусило Вільсона, який став новим прем'єр-міністром, провадити обережну політику, а у 1966 році — призначити дострокові вибори, на яких партія отримала вже 364 місця з 630.
На посту прем'єр-міністра Вільсон запровадив кілька нових податків, а у 1967 році для пожвавлення економічної ситуації уряд провів девальвацію фунта стерлінгів.
У 1965 році Палата громад схвалила заміну страти за вбивство довічним ув'язненням. Однак смертна кара все ще могла застосовуватись під час розгляду справ про державну зраду, шпигунство, піратство, підпал і кілька видів воєнних злочинів. З 1967 року гомосексуальність законодавчо перестала бути карним злочином; було узаконено аборти. За Вільсона також було введено обмеження на імміграцію до Великої Британії. Була проведена реформа освіти.
Вільсон дотримувався ідеї вступу Великої Британії до ЄЕС, однак після вето де Голля у 1967 році процес вступу було відкладено, передусім через відсутність єдиної позиції з цього питання в партії.
Незадовго до виборів 1970 року була оприлюднена економічна статистика, що негативно вплинула на рейтинг лейбористів і стала однією з причин поразки партії.
Попри поразку на виборах, Вільсон залишився лідером партії та привів її до результату у 301 з 635 місць на виборах у лютому 1974 року та 319 з 635 на дострокових парламентських виборах 1974 року.
Вільсон зумів частково стабілізувати становище в економіці, хоч воно й залишалось складним через наслідки нафтової кризи. Вільсон також докладав зусиль до врегулювання становища у Північній Ірландії.
16 березня 1976 року Вільсон несподівано подав у відставку (затверджена 5 квітня). Наступним лідером партії та прем'єр-міністром став Джеймс Каллаган.
У 1983 році пішов з палати громад, отримавши при цьому титул барона Ріво. В останні роки життя мав хворобу Альцгеймера. Помер 1995 року.